# Boloria astarte
Boloria astarte là một loài bướm ngày thuộc họ Nymphalidae. Nó được tìm thấy ở tây bắc Bắc Mỹ tới đông bắc Xibia. It is found as fas phía nam as Montana và Washington.
Sải cánh dài 42–51 mm. Chúng bay từ giữa-tháng 6 tới giữa-August.
Ấu trùng ăn Spotted Saxifrage (Saxifraga bronchialis).

## Phụ loài
- B. a. astarte (miền bắc British Columbia)
- B. a. distincta (Alaska, Yukon và tây bắc Territories)